# Нейтронное оружие
Нейтронное оружие —  воздействующее на цель нейтронным пучком или нейтронной волной. Существующая реализация нейтронного оружия есть разновидность ядерного оружия, у которого увеличена доля энергии взрыва, выделяющаяся в виде нейтронного излучения (нейтронной волны) для поражения живой силы, вооружения противника и радиоактивного заражения местности при ограниченных поражающих воздействиях ударной волны и светового излучения. Из-за быстрого поглощения нейтронов атмосферой, нейтронные боеприпасы большой мощности малоэффективны. Мощность нейтронных боезарядов обычно не превышает нескольких килотонн тротилового эквивалента и их относят к тактическому ядерному оружию.
Такое нейтронное оружие, как и другие виды ядерного оружия, является неизбирательным оружием массового поражения.
Также на больших дистанциях в атмосфере будет малоэффективно и нейтронно-пучковое оружие — нейтронная пушка.
Создатель — Самуэль Коэн (1921—2010), американский физик, известен именно как «отец нейтронной бомбы».

## История
Работы над нейтронным оружием в виде авиационной бомбы, боеголовки ракеты, снаряда особой мощности и других вариантов реализации велись в нескольких странах с 1950-х годов (в США и англоязычных странах по аналогии с другими типами бомб особой мощности нейтронную бомбу именовали для краткости N-bomb), по нескольким основным направлениям исследований, которые представляли наибольший интерес для военных:
- по созданию нейтронных боевых частей для противоракет заатмосферного перехвата, провоцирующих преждевременную детонацию ядерной боевой части ракеты противника на безопасном удалении от обороняемой территории (на околоземной орбите);
- по созданию специфического оружия для поражения лиц высшего военно-политического руководства противника, находящихся в построенных глубоко под землёй или в скальных грунтах взрывостойких бункерах со стенами и потолками из нескольких метров железобетона, которые не под силу для уже имеющихся в арсенале средств и которые не представляется возможным разрушить взрывом водородной бомбы;
- по созданию оружия направленной энергии как средства нейтрализации военной техники противника, воздействующих не на саму военную технику («железо»), а на её электронику, выводя её из строя;
- по созданию более мощных средств поражения живой силы и населения с сохранением материальной инфраструктуры и более коротким периодом полураспада микрочастиц радиоактивных продуктов взрыва для безопасности собственных войск и обеспечения возможности воспользоваться инфраструктурой занятых территорий вскоре после применения оружия первого удара.

Эксперименты долгое время не доходили до стадии производства серийных нейтронных боеприпасов. Впервые технология его производства была разработана в США во второй половине 1970-х. Сейчас технологией производства такого оружия обладают также Россия, Франция и Китай.

## Конструкция

### Нейтронная бомба
Нейтронный заряд конструктивно представляет собой двухступенчатый термоядерный заряд малой мощности (по схеме Теллера-Улама), в котором поток нейтронов, испускаемых реакцией ядерного синтеза второй ступени, преднамеренно выпускается из нейтронной бомбы, а не поглощается материалом внутренней оболочки общего корпуса бомбы, и корпуса второй ступени. В качестве таких материалов используются «прозрачные» для нейтронов никель, хром, вольфрам. Выброс нейтронов, образовавшийся в результате термоядерной реакции, может свободно покинуть бомбу, опережая физический взрыв. Тщательно спроектировав термоядерную ступень оружия, нейтронный всплеск стараются получить максимально возможным, минимизировав сам взрыв. Это делает смертельный радиус нейтронного излучения больше, чем радиус поражения другими факторами такого небольшого термоядерного взрыва. Поскольку нейтроны быстро исчезают из окружающей среды, такой взрыв над колонной противника убил бы экипажи и оставил бы зону без значительных разрушений инфраструктуры, и которую можно было бы быстро повторно занять. При подрыве взрывается небольшой ядерный заряд деления (первая ступень, или триггер), энергия которого используется для радиационного обжатия второй ступени и запуска термоядерной реакции. Большая часть энергии взрыва нейтронной бомбы выделяется в результате запущенной реакции синтеза. Конструкция взрывного заряда такова, что до 80 % энергии взрыва составляет энергия потока быстрых нейтронов, и только 20 % приходится на остальные поражающие факторы (ударную волну, электромагнитный импульс, световое излучение). Нейтронной бомбе требуется очень большое количество трития для второй, термоядерной ступени, по оценкам, от 10 до 30 граммов против 3-4 граммов в среднем в обычной термоядерной бомбе или усиленной (бустированной) бомбе деления. Тритий — радиоактивный изотоп водорода с периодом полураспада 12,32 года. Это делает невозможным хранение этого оружия в течение длительного времени.

### Нейтронная пушка
Этот подвид нейтронного оружия конструктивно представляет собой генератор направленных высокоэнергичных нейтронных пучков. Предположительно, нейтронная пушка представляет собой нейтронный генератор повышенной мощности, который может быть выполнен по реакторному или ускорительному принципу (оба принципа хорошо известны и имеют широкое применение). В «реакторном» варианте нейтронная пушка представляет собой импульсный ядерный реактор, где выход нейтронов обеспечивается реакцией деления твердого или жидкого делящегося материала. В «ускорительном» варианте нейтроны производятся за счёт бомбардировки водородосодержащей (речь идёт об изотопах водорода) мишени пучком заряженных частиц (которые можно разогнать в ускорителе). Нейтроны продуцируются за счет реакции, условно относимой к реакции синтеза. Также возможна конструкция нейтронной пушки на основе так называемой камеры плазменного фокуса.

## Действие, особенности применения
Мощный поток быстрых нейтронов слабее задерживается обычной металлической бронёй и намного сильнее проникает сквозь преграды, чем рентгеновское или гамма-излучение (не говоря уже об альфа- и бета-излучении). В частности, 150 мм стальной гомогенной брони задерживают до 90 % гамма-излучения и лишь 20 % быстрых нейтронов. Считалось, что благодаря этому нейтронное оружие способно поражать живую силу противника на значительном расстоянии от эпицентра взрыва и в бронетехнике, где обеспечивается надёжная защита от поражающих факторов обычного ядерного взрыва. Этим объяснялась привлекательность боевого применения как нейтронной бомбы, так и нейтронной пушки.
В реальности же оказалось, что из-за сильного поглощения и рассеивания нейтронов в атмосфере дальность поражения нейтронным излучением невелика в сравнении с дальностью поражения незащищённых целей ударной волной от взрыва обычного ядерного заряда той же мощности. Поэтому изготовление нейтронных зарядов большой мощности нецелесообразно, — излучение всё равно не дойдёт дальше, а прочие поражающие факторы окажутся снижены. Реально производимые нейтронные боеприпасы имеют мощность не более 1 кт. Подрыв такого боеприпаса создаёт зону поражения нейтронным излучением радиусом около 1,5 км (незащищённый человек получит опасную для жизни дозу радиации на расстоянии 1350 м). Вопреки распространённому мнению, нейтронный взрыв вовсе не оставляет материальные ценности невредимыми: зона сильных разрушений ударной волной для того же килотонного заряда имеет радиус около 1 км. По той же причине — поглощение атмосферой — нейтронная пушка в атмосфере также получается не более дальнобойной, чем артиллерийское орудие сравнимой мощности воздействия на цель.
Но в космосе ситуация иная, — в безатмосферном пространстве ничто не препятствует потоку нейтронов распространяться так далеко, насколько это физически возможно. Как следствие в космосе боевое применение высокомощных нейтронных бомб и нейтронных пушек уже оправдано. Причём более востребованы в космической войне могут оказаться именно нейтронные пушки. (Плотность потока нейтронов, испускаемых космическим взрывом нейтронной бомбы обратно пропорциональна квадрату расстояния от центра взрыва, тогда как сгенерировать нейтронной пушкой достаточно узкий и, следовательно, достаточно дальнобойный нейтронный луч возможно).
Поражающее действие нейтронного оружия на технику обусловлено взаимодействием нейтронов с конструкционными материалами и радиоэлектронной аппаратурой, что приводит к появлению наведённой радиоактивности и, как следствие, нарушению функционирования. В биологических объектах под воздействием потока нейтронов происходит ионизация живой ткани, приводящая к нарушению жизнедеятельности отдельных систем и организма в целом, развитию лучевой болезни. На людей действует как само нейтронное излучение, так и наведённая радиация. В технике и предметах под действием потока нейтронов могут образовываться мощные и долгоживущие источники радиоактивности, приводящие к поражению людей в течение длительного времени после воздействия нейтронным оружием (например взрыва нейтронной бомбы). На местности наведённая радиоактивность опасна для здоровья человека от нескольких часов до нескольких суток.
Наиболее сильными защитными свойствами обладают водород-содержащие материалы (например: вода, парафин, полиэтилен, полипропилен и так далее). По конструктивным и экономическим соображениям защиту часто выполняют из бетона, влажного грунта — 250—350 мм этих материалов ослабляют поток быстрых нейтронов в 10 раз, а 500 мм — до 100 раз, поэтому стационарные фортификационные сооружения обеспечивают надёжную защиту как от обычных, так и от нейтронных ядерных боеприпасов и нейтронных пушек.

### Нейтронное оружие в противоракетной обороне
Одним из аспектов применения нейтронного оружия стала противоракетная оборона. В 1960—1970-х единственным надежным способом сбить летящую боеголовку баллистической ракеты было использование противоракет с ядерными боевыми частями. Но при перехвате в вакууме на заатмосферном участке траектории, такие поражающие факторы как ударная волна не работают, а само плазменное облако взрыва опасно только в пределах сравнительно небольшого радиуса от эпицентра.
Использование нейтронных зарядов позволяло эффективно увеличить радиус поражения ядерной боевой части противоракеты. При детонации нейтронной боевой части ракеты-перехватчика поток нейтронов пронизывал неприятельскую боеголовку, вызывая в делящемся веществе цепную реакцию без достижения критической массы — так называемый ядерный «пшик» (англ. fizzle), разрушающую боеголовку.
Наиболее мощным нейтронным зарядом, когда-либо испытанным, была 5-мегатонная боевая часть W-71 американской ракеты-перехватчика LIM-49A «Спартан».
Однако намного более действенным поражающим фактором оказалась мощная вспышка мягкого рентгеновского излучения. Попадая на корпус неприятельской боеголовки, мощные рентгеновские лучи мгновенно разогревали материал корпуса до испарения, что приводило к абляционному взрыву (взрывоподобному расширению испарённого материала) и полному разрушению боеголовки. Для увеличения выхода рентгеновского излучения, внутренняя оболочка боеголовки была изготовлена из золота.
Также к концу 1960-х годов было сочтено разумным дополнить дальнобойные противоракеты ещё одним, внутриатмосферным эшелоном обороны из противоракет малого радиуса, рассчитанных на перехват целей на высотах 1500—30 000 метров. Преимуществом атмосферного перехвата было то, что ложные цели и фольга, затрудняющие обнаружение боеголовки в космосе, при входе в атмосферу легко определялись. Такие ракеты-перехватчики действовали в непосредственной близости от защищаемого объекта, где зачастую традиционное ядерное оружие, формирующее мощную ударную волну, применять было бы нежелательно. Так, ракета Спринт несла нейтронную боевую часть W-66 килотонного класса.

## Защита
Нейтронные боеприпасы разрабатывались в 1960—1970-х годах, главным образом, для повышения эффективности поражения бронированных целей и живой силы, защищённой бронёй и простейшими укрытиями. Бронетехника 1960-х годов, разработанная с учётом возможности применения на поле боя ядерного оружия, чрезвычайно устойчива ко всем его поражающим факторам.
Естественно, после появления сообщений о разработке нейтронного оружия стали разрабатываться методы защиты и от него. Были разработаны новые типы брони, которая уже способна защитить технику и её экипаж от потока нейтронов. Для этой цели в броню добавляются листы с высоким содержанием бора, являющегося хорошим поглотителем нейтронов (по этой же причине бор является одним из основных конструктивных материалов реакторных стержней-поглотителей нейтронов), а броню делают многослойной, включающей элементы из обеднённого урана. Кроме того, состав брони подбирается так, чтобы она не содержала химических элементов, дающих под действием нейтронного облучения сильную наведённую радиоактивность.
Вполне возможно, что такая защита будет эффективна и против существующих пока в проектах и прототипах нейтронных пушек, также использующих потоки высокоэнергетических нейтронов.

## Нейтронное оружие и политика
Опасность нейтронного оружия в виде нейтронных бомб, как и вообще ядерного оружия малой и сверхмалой мощности, заключается не столько в возможности массового уничтожения людей (это можно сделать и многими другими, в том числе давно существующими и более эффективными для этой цели видами ОМП), сколько в стирании грани между ядерной и обычной войной при его использовании. Поэтому в ряде резолюций Генеральной Ассамблеи ООН отмечаются опасные последствия появления новой разновидности оружия массового поражения — нейтронных взрывных устройств, — и содержится призыв к его запрещению.
Напротив, нейтронная пушка, физически будучи другим подвидом нейтронного оружия, есть также разновидность пучкового оружия, и как любое пучковое оружие, нейтронная пушка будет сочетать мощность и избирательность поражающего воздействия и не будет являться оружием массового поражения.

## Пример эффектов взрыва нейтронного заряда на различных расстояниях
| Действие воздушного взрыва нейтронного заряда мощностью 1 кт на высоте ~ 150 м |              |            |              |              | |
| Рассто- яние | Давление     | Радиация   | Защита бетон | Защита земля | Примечания |
| 0 м | ~108 МПа [1] |            |              |              | Окончание реакции, начало разлёта вещества бомбы. Благодаря конструктивным особенностям заряда значительная часть энергии взрыва выделяется в виде нейтронного излучения. |
| от центра ~50 м | 0,7 МПа      | n·105Гр    | ~2-2,5 м     | ~3-3,5 м     | Граница светящейся сферы диаметром ~100 м [3], время свечения ок. 0,2 с.                                                                                                  |
| эпицентр 100 м | 0,2 МПа      | ~35 000 Гр | 1,65 м       | 2,3 м        | Эпицентр взрыва. Человек в обычном убежище — гибель или крайне тяжёлая лучевая болезнь [1, 7]. Разрушение убежищ, рассчитанных на 100 кПа [7].                            |
| 170 м | 0,15 МПа     |            |              |              | Сильные повреждения танков [4]. |
| 300 м | 0,1 МПа      | 5000 Гр    | 1,32 м       | 1,85 м       | Человек в убежище — лучевая болезнь от лёгкой до тяжёлой степени [1, 7].                                                                                                  |
| 340 м | 0,07 МПа     |            |              |              | Лесные пожары [4]. |
| 430 м | 0,03 МПа     | 1200 Гр    | 1,12 м       | 1,6 м        | Человек — «смерть под лучом». Сильные повреждения сооружений [4]. |
| 500 м |              | 1000 Гр    | 1,09 м       | 1,5 м        | Человек гибнет от радиации сразу («под лучом») или через несколько минут.                                                                                                 |
| 550 м | 0,028 МПа    |            |              |              | Средние повреждения сооружений [4]. |
| 700 м |              | 150 Гр     | 0,9 м        | 1,15 м       | Гибель человека от радиации через несколько часов. |
| 760 м | ~0,02 МПа    | 80 Гр      | 0,8 м        | 1 м          | |
| 880 м | 0,014 МПа    |            |              |              | Средние повреждения деревьев [4]. |
| 910 м |              | 30 Гр      | 0,65 м       | 0,7 м        | Человек гибнет через несколько суток; лечение — уменьшение страданий. |
| 1000 м |              | 20 Гр      | 0,6 м        | 0,65 м       | Стёкла приборов окрашиваются в тёмно-бурый цвет. |
| 1200 м | ~0,01 МПа    | 6,5-8,5 Гр | 0,5 м        | 0,6 м        | Крайне тяжёлая лучевая болезнь; гибнут до 90 % пострадавших [6, 7]. |
| 1500 м |              | 2 Гр       | 0,3 м        | 0,45 м       | Средняя лучевая болезнь; гибнут до 80 % [6], при лечении до 50 % [4]. |
| 1650 м |              | 1 Гр       | 0,2 м        | 0,3 м        | Лёгкая лучевая болезнь [7]. Без лечения могут погибнуть до 50 % [4]. |
| 1800 м | ~0,005 МПа   | 0,75 Гр    | 0,1 м        |              | Радиационные изменения в крови [4]. |
| 2000 м |              | 0,15 Гр    |              |              | Доза может быть опасна для больного лейкемией [4]. |
| Рассто- яние | Давление     | Радиация   | Защита бетон | Защита земля | Примечания |
| Примечания 1. 2. 3. 4. При составлении таблицы использовалась литература: 1. Безопасность жизнедеятельности. Защита населения и территорий в чрезвычайных ситуациях : учебное пособие для сотруд. высш. учеб. заведений / [Я. Р. Вешняков и др.] — М.: Изд. центр «Академия», 2007. — С. 133—138. — ISBN 978-5-7695-3392-1. 2. Большая Советская Энциклопедия. — 3-е изд. — М.: «Советская Энциклопедия», 1978. — Т. 30. 3. Действие ядерного оружия. Пер. с англ. — М.: Воениздат, 1965. 4. Иванов, Г. Нейтронное оружие // Зарубежное военное обозрение. — 1982. — № 12. — С. 50 — 54. 5. Защита от оружия массового поражения. — М.: Воениздат, 1989. 6. Козлов, В. Ф. Справочник по радиационной безопасности. — М., 1987. 7. Миргородский, В. Р. Безопасность жизнедеятельности : курс лекций / под ред. Н. Н. Пахомова. — М.: Изд-во МГУП, 2001. — Раздел III. Защита объектов печати в чрезвычайных ситуациях. 8. Убежища гражданской обороны. Конструкции и расчёт / В. А. Котляревский, В. И. Ганушкин, А. А. Костин и др.; под ред. В. А. Котляревского. — М.: Стройиздат, 1989. — ISBN 5-274-00515-2. |              |            |              |              | |